# Fagersten (schip, 1921)
De Fagersten was een Noors stoomvrachtschip van 2.342 ton. In 1921 werd ze afgebouwd op de scheepswerf van Eltringhams Ltd, Willington,  Quay-on-Tyne. De eigenaar was Rob Nilson & Arild Nyquist, Oslo,  met aldaar haar thuishaven.  Het Noorse schip had 29 bemanningsleden aan boord toen het vertrok vanuit Providence, Rhode Island, naar New York, waar het schip in konvooi SC-104 werd ingedeeld, voor een reis over de Noord-Atlantische Oceaan naar Liverpool. Haar vracht bestond uit 944 ton timmerhout en 651 ton staal.

## Geschiedenis
Het stoomvrachtschip werd voordien gebouwd als Frithjof I en in 1927 herdoopt als Fagersten.

## De ondergang
Om 05.56 u. op 13 oktober 1942 werd de Fagersten, met kapitein Sverre Langfeldt, als gezagvoerder, getroffen door een torpedo van de U-221, onder bevel van Hans-Hartwig Trojer, iets achteraan het schip, ter hoogte van de schoorsteen. Het achterruim met de zware lading staal liep onmiddellijk vol zeewater en in 10 minuten tijd zonk het Noorse vrachtschip weg in de koude en ruwe zee die er op dit moment stond. De Fargersten zonk in positie 53°05’ Noord en 44°06’ West, op 500 zeemijl ten oosten van Straat van Belle Isle.  Kapitein Langfeldt, één Brits en 17 Noorse bemanningsleden vonden echter de dood. Acht Noren en twee Britten konden in die korte 10 minuten nog in de, in zee gevierde reddingsboot, overstappen. De 10 overlevenden werden opgepikt door HMS Potentilla (K 214).